# Eivind Skabo
Eivind Halfdan Skabo (* 17. August 1916 in Bærum; † 18. April 2006 in Oslo) war ein norwegischer Kanute.

## Erfolge
Eivind Skabo gewann bei den Olympischen Spielen 1948 in London eine Bronzemedaille im Einer-Kajak. Auf der 10.000-Meter-Strecke überquerte er nach 51:35,4 Minuten als Dritter von insgesamt 13 Teilnehmern die Ziellinie, 47,7 Sekunden hinter dem siegreichen Gert Fredriksson aus Schweden und 17,2 Sekunden hinter dem Finnen Kurt Wires.
Im selben Jahr gewann er bei den Weltmeisterschaften mit der 4-mal-500-Meter-Staffel die Silbermedaille.